# Гуща событий
«Гуща событий» (англ. The Thick of It) — британский сатирический телесериал, снятый в стиле мокьюментари, высмеивающий работу чиновников современного британского правительства. Сериал транслировался на каналах BBC Four и BBC Two на протяжении четырёх сезонов с 19 мая 2005 года по 27 октября 2012 года. В 2009 году на его основе был выпущен фильм спин-офф «В петле». Консультантом фильма был известный журналист Мартин Сиксмит.

## В ролях

### Основные герои
- Малкольм Такер (Питер Капальди) — старший пресс-атташе премьер-министра.
- Оливер «Олли» Ридер (Крис Эддисон) — младший специальный советник министра по социальным вопросам и гражданственности.
- Гленн Каллен (Джеймс Смит) — старший специальный советник министра по социальным вопросам и гражданственности.
- Терри Коверли (Джоанна Скэнлэн) — старший пресс-атташе министра по социальным вопросам и гражданственности.
- Хью Эббот (Крис Лэнгхэм) — министр по социальным вопросам и гражданственности (1 и 2 сезон).
- Никола Мюррей (Ребекка Фронт) — министр по социальным вопросам и гражданственности (3 сезон).

### Второстепенные герои
- Питер Маньон (Роджер Аллам) — министр оппозиции.
- Эмма Мессинджер (Оливия Пуле) — специальный советник министра оппозиции.
- Фил Смит (Уилл Смит) — специальный советник министра оппозиции.
- Стюарт Пирсон (Винсент Франклин) — старший пресс-атташе министра оппозиции.
- Робин Мёрдок (Полли Кемп) — пресс-атташе министра по социальным вопросам и гражданственности.
- Анджела Хини (Люсинда Рэйкс) — репортёр Daily Mail.
- Адам Кеньон (Бен Уиллбонд) — специальный советник младшего министра по социальным вопросам и гражданственности.
- Бен Суэйн (Джастин Эдвардс) — младший министр по делам иммиграции.
- Дэн Миллер (Тони Гарднер) — заместитель лидера оппозиции.
- Сэм Кэссиди (Саманта Харрингтон) — личный ассистент и секретарь Малкольма Такера.
- Лорд Джулиус Николсон (Алекс Маккуин) — специальный советник премьер-министра.
- Фергюс Уильямс (Джеффри Стритфилд) — младший министр по социальным вопросам и гражданственности.
- Джефф Холхёрст (Роб Эдвардс) — министр обороны.
- Джейми Макдональд (Пол Хиггинс) — пресс-атташе премьер-министра.

## Список серий

### Сезон 1 (2005)
Хью Эббот становится новым министром по социальным вопросам после вынужденной отставки своего предшественника Клиффа Лоутона. На протяжении трёх серий он пытается произвести впечатление на свой отдел путём введения новой политики, следуя линии партии, установленной Малкольмом Такером. Вследствие ряда осложнений и ошибок, это едва не приводит Эббота к отставке.
| Название | Режиссёр         | Сценарист                                                     | Дата выхода в эфир |
| -------- | ---------------- | ------------------------------------------------------------- | ------------------ |
| «1x01»   | Армандо Ианнуччи | Джесси Армстронг и Армандо Ианнуччи                           | 19 мая 2005        |
| «1x02»   | Армандо Ианнуччи | Саймон Блэкуэлл, Тони Рош, Джесси Армстронг, Армандо Ианнуччи | 26 мая 2005        |
| «1x03»   | Армандо Ианнуччи | Саймон Блэкуэлл, Джесси Армстронг, Армандо Ианнуччи           | 2 июня 2005        |

### Сезон 2 (2005)
Действие происходит перед перестановкой в кабинете министров и концентрируется на попытках Хью Эббота сохранить свою работу. Олли Ридера командируют на Даунинг-стрит к его подружке из оппозиции Эмме Мессинджер, где он вынужден работать под неусыпным наблюдением цепного пса премьера Джейми Макдональда. Тем временем, Терри Коверли уходит в отпуск по семейным обстоятельствам ввиду смерти её отца, передав обязанности пресс-атташе Робин Мёрдок. Также отделу приходится бороться с вмешательством специального советника премьер-министра Джулиуса Николсона. Министерство успешно выдерживает перестановку, переехав в новую резиденцию, и отныне именуется министерством по социальным вопросам и гражданственности.
| Название | Режиссёр         | Сценарист                                                     | Дата выхода в эфир |
| -------- | ---------------- | ------------------------------------------------------------- | ------------------ |
| «2x01»   | Армандо Ианнуччи | Джесси Армстронг, Саймон Блэкуэлл, Армандо Ианнуччи, Тони Рош | 20 октября 2005    |
| «2x02»   | Армандо Ианнуччи | Джесси Армстронг, Саймон Блэкуэлл, Армандо Ианнуччи, Тони Рош | 27 октября 2005    |
| «2x03»   | Армандо Ианнуччи | Саймон Блэкуэлл, Тони Рош, Джесси Армстронг, Армандо Ианнуччи | 3 ноября 2005      |

### Специальные выпуски (2007)
Пока Хью Эббот находится в отъезде в Австралии, отдел вынужден нянчиться с младшим министром по делам иммиграции Беном Суэйном, который входит в группировку так называемых «психов» (термин, использующийся для тех, кто поддерживает потенциального фаворита в премьер-министры Тома Дейвиса).
| Название | Режиссёр         | Сценарист                                                     | Дата выхода в эфир |
| --- | ---------------- | ------------------------------------------------------------- | ------------------ |
| «Восстание психов» «The Rise of the Nutters» | Армандо Ианнуччи | Джесси Армстронг, Саймон Блэкуэлл, Армандо Ианнуччи, Тони Рош | 2 января 2007      |
| Действие вращается вокруг неполадок с компьютерами в отделе иммиграции, к которым добавляется катастрофически провальное интервью Суэйна на телевидении. В этом находит выгоду Эмма Мессинджер, украв идею у своего бойфренда Олли Ридера послать министра оппозиции Питера Маньона разведать обстановку в иммиграционном центре. Между тем, Малкольм Такер беспокоится о своём положении в правительстве, полагая, что премьер-министр должен передать полномочия Тому Дейвису в течение не более чем полугода. Малкольм подговаривает Олли сфабриковать утечку «наследной программы» премьера в надежде задержать его уход, тем самым непреднамеренно приведя того к отставке раньше положенного срока. |                  |                                                               |                    |
| «Манипуляторы и проигравшие» «Spinners and Losers» | Армандо Ианнуччи | Джесси Армстронг, Саймон Блэкуэлл, Армандо Ианнуччи, Тони Рош | 3 июля 2007        |
| Действие эпизода разворачивается в течение одной ночи, когда премьер-министр подаёт в отставку. Все члены правительства сходят с ума, стараясь улучшить своё положение в переходный период, и только Малкольму удаётся извлечь выгоду из ситуации. |                  |                                                               |                    |
| «Оппозиция» «Opposition Extra» | Армандо Ианнуччи | Джесси Армстронг, Саймон Блэкуэлл, Армандо Ианнуччи, Тони Рош | 3 июля 2007 (BBCi) |
| Намерения Питера Маньона провести тихий вечер дома оказываются сорваны его помощниками. |                  |                                                               |                    |

### Сезон 3 (2009)
В третьем сезоне вместо Хью Эббота на пост министра по социальным вопросам и гражданственности в последний момент заступает Никола Мюррей. Учитывая её неопытность и нехватку персонала, она вынуждена оставить Олли Ридера и Гленна Каллена при себе в качестве советников. Также имеется возможность больше понаблюдать за работой оппозиции. Одной из основных линий сезона является постепенное падение Малкольма Такера и появление новых угроз его власти, в частности Стива Флеминга. Тот вынуждает Такера уйти в отставку, но и сам вылетает с работы спустя весьма непродолжительное время. Восстановив своё положение, Малкольм немедленно решает назначить выборы, перехватив инициативу у врагов из оппозиции и собственной партии.
| Название | Режиссёр         | Сценарист                                                                                                  | Дата выхода в эфир |
| -------- | ---------------- | --- | ------------------ |
| «3x01»   | Армандо Ианнуччи | Джесси Армстронг, Саймон Блэкуэлл, Роджер Дрю, Шон Грей, Армандо Ианнуччи, Йен Мартин, Тони Рош, Уилл Смит | 24 октября 2009    |
| «3x02»   | Армандо Ианнуччи | Джесси Армстронг, Саймон Блэкуэлл, Роджер Дрю, Шон Грей, Армандо Ианнуччи, Йен Мартин, Тони Рош, Уилл Смит | 31 октября 2009    |
| «3x03»   | Армандо Ианнуччи | Джесси Армстронг, Саймон Блэкуэлл, Роджер Дрю, Шон Грей, Армандо Ианнуччи, Йен Мартин, Тони Рош, Уилл Смит | 7 ноября 2009      |
| «3x04»   | Армандо Ианнуччи | Джесси Армстронг, Саймон Блэкуэлл, Роджер Дрю, Шон Грей, Армандо Ианнуччи, Йен Мартин, Тони Рош, Уилл Смит | 14 ноября 2009     |
| «3x05»   | Армандо Ианнуччи | Саймон Блэкуэлл, Роджер Дрю, Шон Грей, Армандо Ианнуччи, Йен Мартин, Тони Рош, Уилл Смит                   | 21 ноября 2009     |
| «3x06»   | Армандо Ианнуччи | Саймон Блэкуэлл, Роджер Дрю, Шон Грей, Армандо Ианнуччи, Йен Мартин, Тони Рош, Уилл Смит                   | 28 ноября 2009     |
| «3x07»   | Армандо Ианнуччи | Саймон Блэкуэлл, Тони Рош, Джесси Армстронг, Роджер Дрю, Уилл Смит, Шон Грей, Армандо Ианнуччи, Йен Мартин | 5 декабря 2009     |
| «3x08»   | Армандо Ианнуччи | Джесси Армстронг, Саймон Блэкуэлл, Роджер Дрю, Шон Грей, Армандо Ианнуччи, Йен Мартин, Тони Рош, Уилл Смит | 12 декабря 2009    |

### Сезон 4 (2012)
В четвёртом сезоне правительство и оппозиция меняются местами в ходе выборов, на которых Джей Би получает низкое количество голосов, и вследствие чего оппозиция входит в коалицию правительства с меньшей третьей партией. Питер Маньон становится министром по социальным вопросам и гражданственности, но он вынужден противостоять Фергюсу Уильямсу, своему младшему партнёру по коалиции. Тем временем, вслед за поражением Тома Дейвиса и его отставкой, Никола Мюррей была выбрана представителями своей партии на место лидера оппозиции, однако в конце 4 серии она покидает должность, и на её место заступает её заместитель Дэн Миллер. Главной линией сезона является подведение к судебному расследованию, которое имеет место в шестой серии. В то время как первые четыре эпизода равномерно распределены по партиям (1 и 3 показывают коалицию, 2 и 4 — оппозицию), каждый следующий — поделён совместно. Последние три серии сезона показывают, как обе стороны пытаются замять то, какими путями они пришли к принятию закона в сфере здравоохранения, итогом которого стало публичное выселение и суицид Дугласа Тикела — медработника, страдающего клинической депрессией. Все три ведущие партии разделяют ответственность и участвуют в незаконном разглашении документов, в частности медицинских записей Тикела, которые приводят к началу расследования лорда Гулдинга.
| Название | Режиссёр         | Сценарист | Дата выхода в эфир |
| -------- | ---------------- | --- | ------------------ |
| «4x01»   | Натали Бэйли     | Саймон Блэкуэлл, Шон Грей, Армандо Ианнуччи, Йен Мартин, Дэвид Квантик, Тони Рош, Уилл Смит                          | 8 сентября 2012    |
| «4x02»   | Билли Снеддон    | Саймон Блэкуэлл, Роджер Дрю, Дэн Гэстер, Шон Грей, Армандо Ианнуччи, Йен Мартин                                      | 15 сентября 2012   |
| «4x03»   | Натали Бэйли     | Йен Мартин и Уилл Смит                                                                                               | 22 сентября 2012   |
| «4x04»   | Бекки Мартин     | Шон Грей, Саймон Блэкуэлл, Тони Рош                                                                                  | 29 сентября 2012   |
| «4x05»   | Крис Эддисон     | Роджер Дрю и Шон Грей                                                                                                | 13 октября 2012    |
| «4x06»   | Армандо Ианнуччи | Саймон Блэкуэлл, Роджер Дрю, Дэн Гэстер, Шон Грей, Йен Мартин, Джорджия Притчетт, Дэвид Квантик, Тони Рош, Уилл Смит | 20 октября 2012    |
| «4x07»   | Тони Рош         | Саймон Блэкуэлл, Шон Грей, Йен Мартин, Тони Рош, Уилл Смит                                                           | 27 октября 2012    |